# Amphioplus coniortodes
Amphioplus coniortodes is een slangster uit de familie Amphiuridae.
De wetenschappelijke naam van de soort werd in 1918 gepubliceerd door Hubert Lyman Clark.